# Ptychomitrium hieronymi
Ptychomitrium hieronymi är en bladmossart som beskrevs av Bescherelle 1891. Ptychomitrium hieronymi ingår i släktet atlantmossor, och familjen Ptychomitriaceae. Inga underarter finns listade i Catalogue of Life.